# Осіріс
Осі́ріс (Озіріс) (єгипет. wsjr, дав.-гр. Ὄσιρις, лат. Osiris) — у давньоєгипетській міфології бог відродження, цар потойбічного світу Дуат. Традиційно зображався як мумія з зеленим обличчям і короною, іноді Осіріса зображали з головою бика.

## Генеалогія і функції
Згідно зі згадками в давньоєгипетських текстах і розповідями Плутарха, Осіріс був старшим сином бога землі Геба і богині неба Нут, братом і чоловіком Ісіди, братом Нефтиди, Сета, батьком Гора та Анубіса. Він був четвертим з богів, що царювали на землі в найперші часи, успадкувавши владу від прадіда Ра, діда Шу та батька Геба.
До появи культу Осіріса Анубіс був головним божеством Заходу. З розквітом культу Осіріса епітет правителя Дуата й деякі функції Анубіса переходять безпосередньо до бога Осіріса (у Старому Царстві він уособлював померлого фараона). Сам же Анубіс стає провідником померлих по Аменті (дав.-єгип. «Захід») — області Дуата, через яку душа потрапляла на Суд Осіріса.
Початково Анубіс був богом Дуата, його правителем і суддею душ померлих до кінця Старого Царства. Пізніше функції правителя і головного бога Дуата переходять до Осіріса. Анубіс же стає богом некрополів і похоронних містерій. На Суді Осіріса, описаному в Книзі Мертвих, Анубіс допомагає судити душі померлих.

## Осіріс у міфах

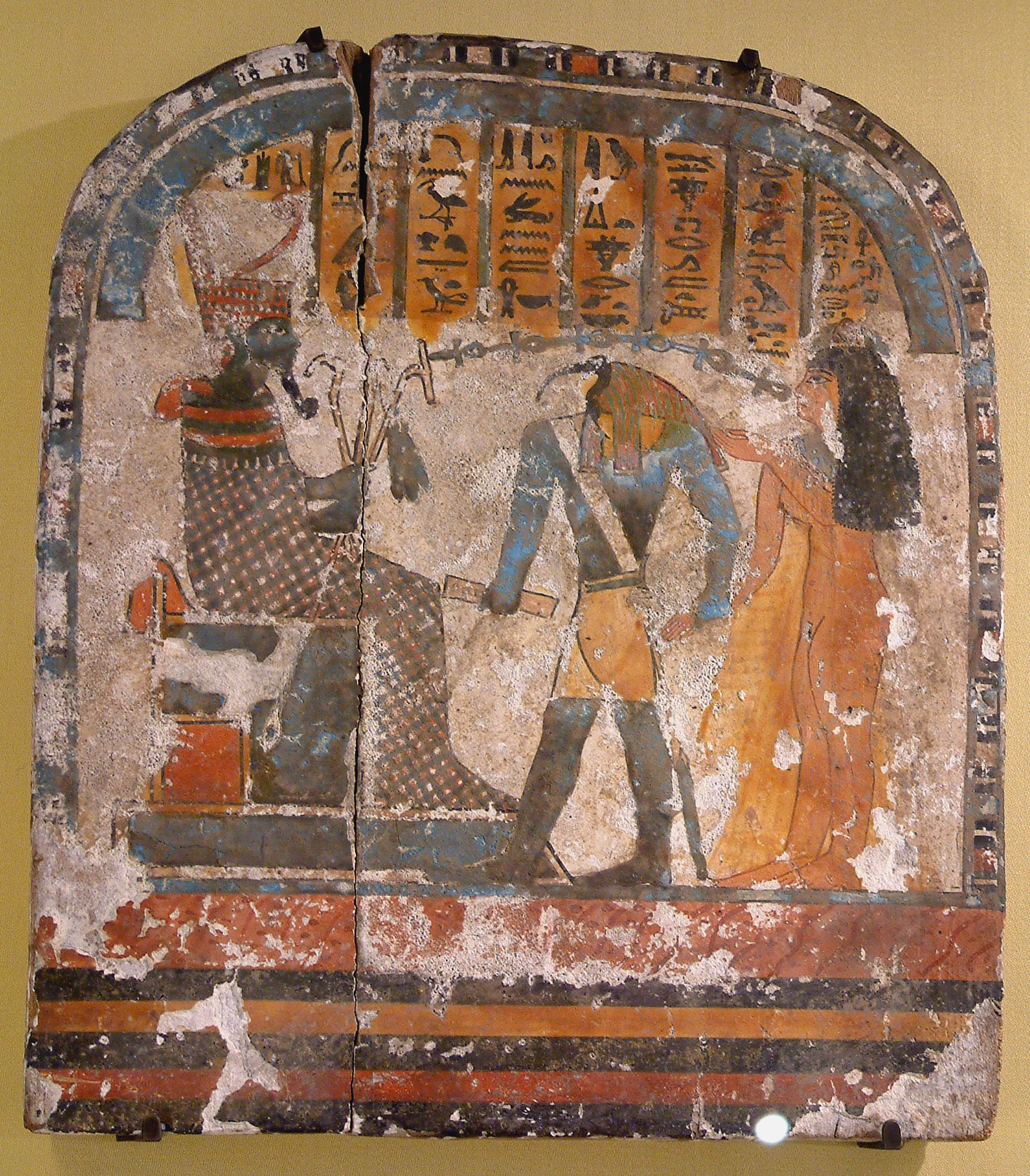
Настінний розпис з Осірісом

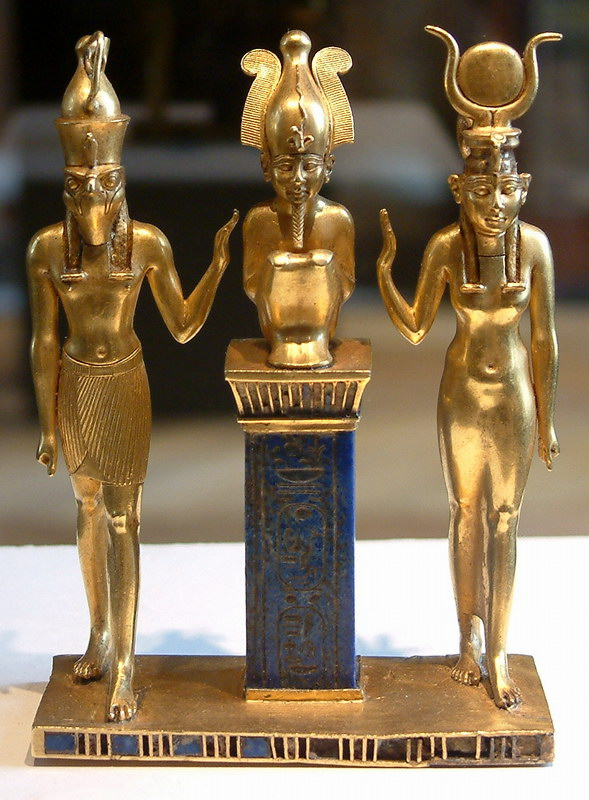
Зліва праворуч: Ізіда, її чоловік Осіріс і їх син Гор — протагоністи міфа про Осіріса, 22 династія, Лувр, Париж

Царюючи в Єгипті, Осіріс навчив людей землеробству, садівництву й виноробству. Зробивши єгиптян цивілізованими, він вирушив до інших земель, а регентом залишив свою дружину Ісіду. За відсутності царя Сет забажав правити замість нього і коли той повернувся, влаштував підступне вбивство. Запросивши Осіріса на бенкет, Сет змайстрував прекрасний саркофаг, який пообіцяв подарувати тому, хто в нього поміститься. Щойно Осіріс ліг усередину, Сет закрив кришку, а його 72 поплічники залили до саркофага свинець і викинули його в води Нілу.
Дружина Осіріса, його сестра Ісіда, знайшла саркофаг і стала голосити разом зі своєю сестрою Нефтидою. Ра, зглянувшись, послав шакалоголового бога Анубіса, який зібрав розсипані (а за іншим варіантом — розрубані Сетом) частини Осіріса, забальзамував тіло і запеленав його. Ісіда виліпила фалос з глини (єдиною частиною тіла Осіріса, яку Ісіда так і не змогла знайти, був фалос: його з'їли риби), освятила його і приростила до зібраного тіла Осіріса. Перетворившись на самицю шуліки — птицю Хат, Ісіда зляглася з мумією Осіріса, вимовила чарівні слова і завагітніла. Так був зачатий Гор, народжений для того, щоб помститися за батька і відібрати трон у Сета.
Після тривалої сутички Гор здолав Сета, вклав своє око в рот мумії батька і той воскрес. Однак Осіріс не повернувся на землю, а залишився царем мертвих, надаючи Гору правити царством живих.
У Дуаті, підземному світі мертвих, Осірісу були присвячені його шоста і сьома частини. Там проживали царі і прославлені духи.

## Трактування образу Осіріса

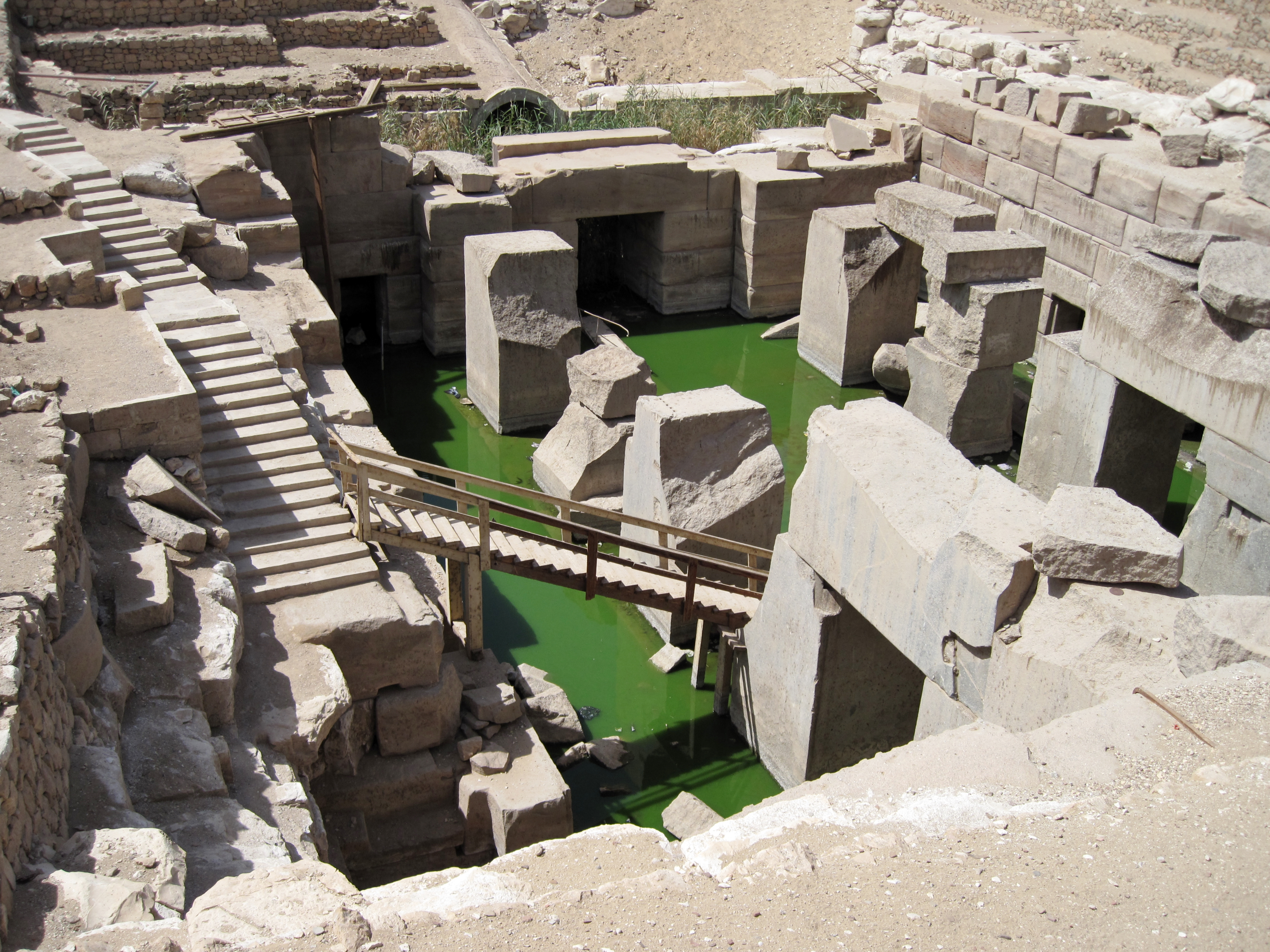
Руїни Осіріона в Абідосі, затоплені водою

Поєднавши в собі в різні часи, за різних причин, культи царя, бога, що вмирає та воскресає, міф про Осіріса ввібрав у себе релігійні уявлення низки послідовних етапів розвитку єгипетського суспільства.
Міф про Осіріса сягає корінням глибин родового суспільства, з уявлень і обрядів якого розвиваються згодом, у зв'язку зі зміною суспільних відносин у Єгипті, і найхарактерніші риси культу Осіріса: культ царя і культ бога продуктивних сил природи.
Корона, яку носить Осіріс, зроблена зі стебел папірусу, його священна лодія також зроблена з цієї рослини, і його символ джед складається зі вставлених одна в одну декількох зв'язок тростини. Також Осіріса зображали з тією чи іншою рослиною: у ставку перед його палацом росте або лотос, або ряд дерев і виноградна лоза, під якими сидить Осіріс, іноді його самого обвивають виноградні лози.
Так само і гробниця Осіріса не зображується без зелені: то поряд з нею росте дерево, на якому сидить душа Осіріса у вигляді фенікса; то дерево проросло через гробницю, обвивши її своїми гілками і корінням; то з самої гробниці ростуть чотири дерева.

## Осіріс і Анубіс
У Циклі про Осіріса Анубіс був сином Осіріса і Нефтіди. Дружина Сета Нефтида закохалася в Осіріса і, набувши вигляду Ісіди, спокусила його. У результаті їх зв'язку був народжений бог Анубіс. Злякавшись відплати Сета за зраду, Нефтида залишила немовля в очеретяних заростях, де його потім знайшла богиня Ісіда. Після цього бог Анубіс став допомагати Ісіді в пошуках частин Осіріса і взяв участь у бальзамуванні відтвореного тіла Осіріса.

## Осіріс в античній літературі
Про нього неодноразово згадують античні автори. Згідно з Геродотом, це бог, якого єгиптяни ототожнювали з грецьким Діонісом. Діодор відзначає його зв'язок з Пріапом. Згідно з Тібуллом, Осіріс першим зробив плуг і навчив людей землеробству.

## Осіріс у класичній музиці
- Чарівна флейта (ньому. Die Zauberflöte) (K. 620) — опера-зингшпиль Моцарта, «O Isis und Osiris» (О ви, Ізіда та Осіріс) — арія Зарастро.
- Гімн воскреслому Осірісу — камерна симфонія №3 для двох груп ударних інструментів Сергія Ярунського